# Ten to chi to
Cet article concerne le film de 1990. Pour le film de 1969, voir Ten to chi to (film, 1969).
Pour plus de détails, voir Fiche technique et Distribution.
Ten to chi to (天と地と), est un film de chanbara japonais, réalisé par Haruki Kadokawa et sorti en 1990.

## Synopsis
Situé dans la période sengoku au Japon, Uesugi Kenshin tente de protéger son pays échigo de l'invasion de Takeda Shingen. Uesugi et Takeda se battent à Kawanakajima.

## Fiche technique
- Titre original : Ten to chi to (天と地と?)
- Réalisation : Haruki Kadokawa
- Scénario : Haruki Kadokawa, Toshio Kamata et Isao Yoshiwara d'après le roman homonyme de Chōgorō Kaionji
- Musique : Tetsuya Komuro
- Photographie : Maeda Yonezō
- Société de production : Tōei
- Pays d'origine :  Japon
- Genres : chanbara, film romantique
- Durées :
  - 118 minutes[2]
  - 104 minutes (version internationale)
- Date de sortie :
  - Japon : 23 juin 1990[2]

## Distribution
- Takaaki Enoki : Uesugi Kenshin
- Masahiko Tsugawa : Takeda Shingen
- Atsuko Asano : Nami
- Naomi Zaizen : Yae
- Hironobu Nomura : Takeda "Tarō" Yoshinobu
- Taro Ishida : Takeda Nobushige
- Jinpachi Itō : Kakizaki Kageie
- Akira Hamada : Naoe Kagetsuna
- Hiroyuki Okita : Kōsaka Danjō
- Hideo Murota : Obu Toramasa
- Isao Natsuyagi : Yamamoto Kansuke
- Tsunehiko Watase : Usami Sadayuki
- Masatō Ibu : Akita Hitachinosuke
- Masataka Naruse : Ōkuma Tomohide
- Kyōko Kishida : dame d'honneur
- Hideji Ōtaki : Tachibanaya Matasaburo
- Tomomichi Nishimura : le narrateur

## Autour du film
Ken Watanabe a été choisi à l'origine dans le rôle d'Uesugi Kenshin mais a dû se retirer en raison de sa maladie grave.